# Doliops basilanus
Doliops basilanus es una especie de escarabajo del género Doliops, familia Cerambycidae. Fue descrita científicamente por Heller en 1923.
Habita en Filipinas. Los machos y las hembras miden aproximadamente 11 mm.